# 3 Dywizja Piechoty (Hiszpania)
3 Dywizja Piechoty” (hiszp. 3.ª División) – hiszpański związek taktyczny należący do Republikańskiej Armii Ludowej, uczestniczący w hiszpańskiej wojnie domowej.
3 Dywizja Piechoty (3 DP) sformowana została w 1936. Tworzyli ją głównie Hiszpanie.  W czasie wojny domowej w Hiszpanii uczestniczyła m.in. w walkach z włoskim korpusem ekspedycyjnym oraz w bitwie nad Ebro. W czasie wspomnianej bitwy wchodziła w skład XV Korpusu Armijnego. W wyniku kontrataku który przeprowadziła wspólnie z 27 Dywizją Piechoty odzyskane zostały tereny, m.in. wzgórze Gaeta, utracone przez 16 DP. 3 DP naciskana przez wojska frankistowskie, przy granicy hiszpańsko-francuskiej uległa rozwiązaniu. 

## Dowództwo dywizji
Dowódcy:
- płk Enrique Fernández de Heredia
- mjr Manuel Tagüeña
- mjr Esteban Cabazos
- mjr Domingo Garcia[3]

Komisarze polityczni:
- Adolfo Lagos Escalona
- Carlos Garcia Fermin

Szef sztabu:
- mjr Manuel Alberdi González

## Struktura organizacyjna
Skład w czasie bitwy nad Ebro:
- 31 Brygada, dowódca: kpt Dositeo Sanchez
- 33 Brygada, dowódca: mjr Fidel Ruiz
- 60 Brygada, dowódca: kpt Jose Garcia Acebedo